# Miguel Poblet

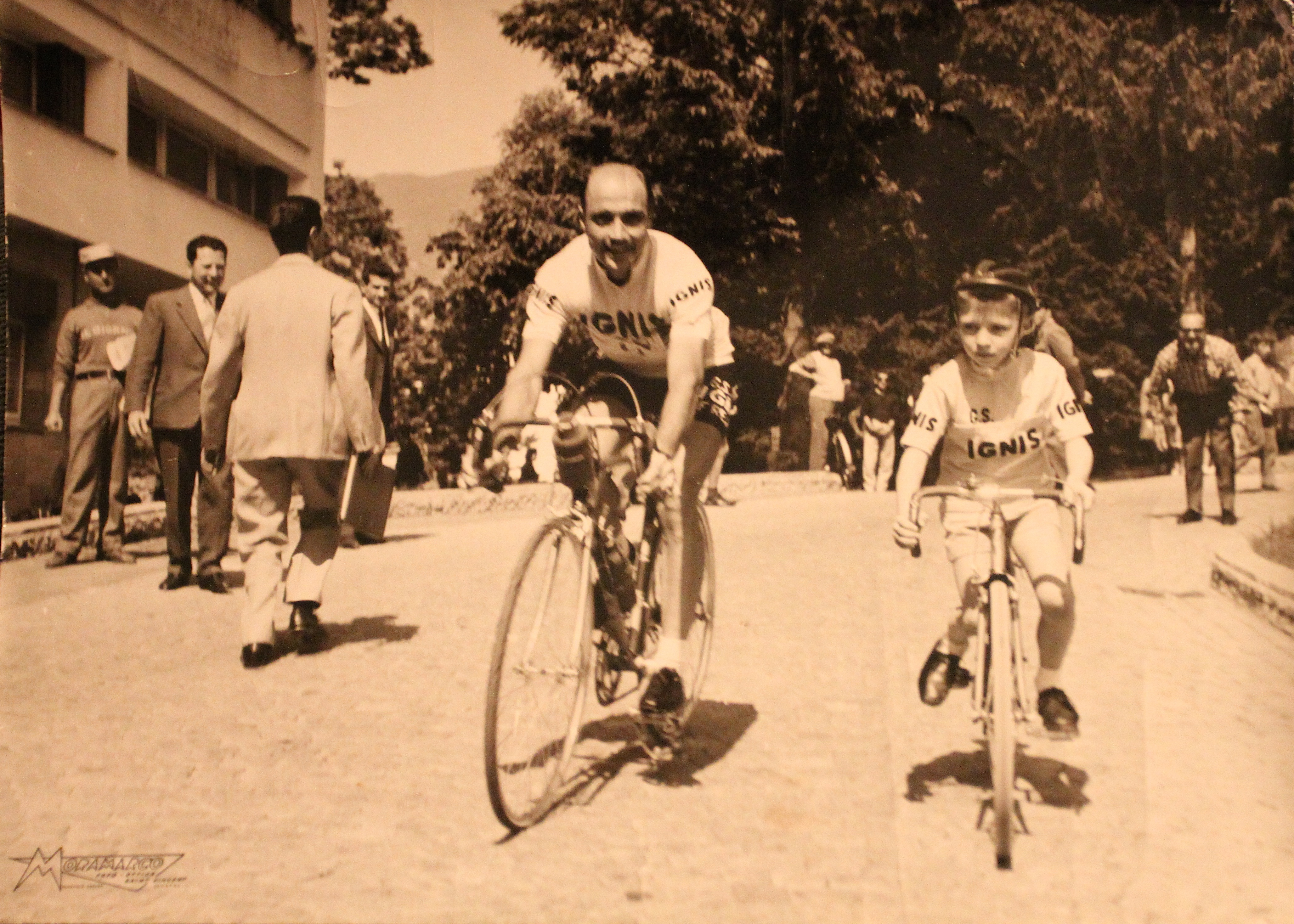
Miguel Poblet beim Giro d’Italia 1960 in Saint Vincent

Miguel Poblet Orriols (* 18. März 1928 in Montcada i Reixac; † 6. April 2013 in Barcelona) war ein spanischer Radrennfahrer.
Von 1945 bis 1962 war Miguel Poblet Berufsfahrer und setzte in diesen Jahren besondere Maßstäbe im spanischen Radsport, da er nicht nur auf der Straße, sondern auch auf der Bahn außerordentlich erfolgreich war. So wurde er während seiner Radsport-Karriere siebenmal spanischer Meister im Bahn-Sprint und dreimal Bergmeister, startete aber auch erfolgreich bei allen großen Rundfahrten, bei denen er zahlreiche Etappensiege errang, sowie bei Klassikern. 1945 und 1947 siegte er im Eintagesrennen Trofeo Jaumendreu. 1947 gewann er die Klasika Primavera, 1948 den Gran Premio Pascuas, 1952 die Katalonien-Rundfahrt, 1955 den Grand Prix Midi Libre, 1957 Mailand–Turin, 1957 und 1959 Mailand–Sanremo sowie 1960 die Classica Sarda. 1958 wurde er Zweiter der Lombardei-Rundfahrt. Zudem siegte er bei vielen kleineren Rennen.
Dreimal – 1955, 1956 und 1957 – startete Poblet bei der Tour de France: 1955 gewann er eine Etappe, trug zwei Tage lang das Gelbe Trikot, gewann die Bergwertung am Col du Tourmalet, wurde Dritter der Punktewertung und erreichte Paris als 26. der Gesamtwertung. 1956 gewann er eine weitere Etappe, gab aber dann auf, ebenso 1957. Besonders erfolgreich war er bei seinen Teilnahmen am Giro d’Italia: 1956 gewann er vier Etappen, 1957 gewann er ebenfalls vier Etappen und wurde Gesamtsechster, 1958 gewann er drei Etappen, 1959 erneut drei Etappen und wurde Sechster, 1961 gewann er drei Etappen und trug sechs Tage lang das Maglia Rosa.
Mit drei Etappensiegen bei der Vuelta a España 1956 gelang es Poblet als erstem Fahrer überhaupt, innerhalb eines Jahres Etappen bei allen drei großen Rundfahrten (Giro d’Italia, Tour de France und Vuelta a España) zu gewinnen. Außer Poblet gelang dies bisher (Stand Juli 2018) nur Pierino Baffi 1958 und Alessandro Petacchi im Jahr 2003.
Miguel Poblet startete auch bei 14 Sechstagerennen, von denen er drei gewann: 1953 in Barcelona mit Ferdinando Terruzzi, 1961 in Buenos Aires mit Jorge Bátiz und 1962 in Madrid mit Miguel Bover Pons. Seinen letzten Sieg als Profi feierte er im Sommer 1962, als er nochmals spanischer Meister im Bahnsprint wurde. Danach beendete er seine radsportliche Karriere.
Nach seinem Rücktritt vom aktiven Radsport war Poblet Vorsitzender des katalanischen Radsportverbandes und an der Organisation der Katalonien-Rundfahrt beteiligt.
Am 6. April 2013 starb Poblet mit 85 Jahren in einem Krankenhaus in Barcelona an Nierenversagen.